# ساکای، ایباراکی
ساکای، ایباراکی (به لاتین: Sakai, Ibaraki) یک منطقهٔ مسکونی در ژاپن است که در استان ایباراکی واقع شده‌است. ساکای ۴۶٫۵۹ کیلومترمربع مساحت و ۲۴٬۵۹۸ نفر جمعیت دارد.